# Dr. Hook
Dr. Hook & the Medicine Show é uma banda norte-americana de pop, soft rock e country formada em Union City, Nova Jérsei, em 1969 como The Chocolate Papers. Aproveitaram considerável sucesso na década de 70 com hits como "Sylvia's Mother", "The Cover of the Rolling Stone", "A Little Bit More", "When You're in Love with a Beautiful Woman" e "Sharing The Night Together". Além das próprias composições, a banda interpretava também canções escritas pelo poeta Shel Silverstein..
Frequentemente chamados simplesmente de Dr. Hook, eles tiveram oito anos de sucesso regular nos Estados Unidos e no Reino Unido.

## Discografia

### Álbuns de estúdio e ao vivo
| Ano  | Álbun                                        | Posições | Posições    | Posições | Posições |
| Ano  | Álbun                                        | EUA      | EUA Country | CAN      | UK       |
| ---- | -------------------------------------------- | -------- | ----------- | -------- | -------- |
| 1971 | Doctor Hook (relançado como Sylvia's Mother) | 45       | —           | 38       | —        |
| 1972 | Sloppy Seconds                               | 41       | —           | 16       | —        |
| 1973 | Belly Up!                                    | 141      | —           | —        | —        |
| 1975 | Bankrupt                                     | 141      | —           | —        | —        |
| 1976 | A Little Bit More                            | 62       | 18          | 69       | 5        |
| 1977 | Makin' Love and Music                        | —        | —           | —        | 39       |
| 1978 | Pleasure & Pain                              | 66       | 17          | 93       | 47       |
| 1979 | Sometimes You Win...                         | 71       | —           | 59       | 14       |
| 1980 | Rising                                       | 175      | —           | —        | 44       |
| 1981 | Live in the U.K.                             | —        | —           | —        | 90       |
| 1982 | Players in the Dark                          | 118      | —           | —        | —        |
| 1983 | Let Me Drink From Your Well                  | —        | —           | —        | —        |